# Aalbersestraat
De Aalbersestraat is een belangrijke doorgaande straat in de Amsterdamse wijk Geuzenveld. De straat maakt onderdeel uit van de doorgaande rondweg Geuzenveld.
Het noordelijke gedeelte van de straat is in 1956 opengesteld voor het verkeer en het zuidelijke gedeelte in 1958 en loopt van zuid naar noord door de wijk. De straat is ongeveer 900 meter lang en begint bij de Van Karnebeekstraat waar oorspronkelijk een pleinje lag. Het eerste gedeelte is een woonstraat, maar door de afbraak van de portiekflat lag dit gedeelte tot de komst van nieuwbouw in het niemandsland. De bebouwing uit 1957 in dit deel van de straat, de door Willem van Tijen ontworpen portiekflat met winkels, bejaardenwoningen en alleenstaande woningen zijn rond 2008 afgebroken en zijn inmiddels grotendeels vervangen door nieuwbouw, zowel hoog- als laagbouw. Door de crisis in de bouw werd echter de voorziene nieuwbouw pas later gerealiseerd dan voorzien en lag dit terrein nog langere tijd braak.
Bij de De Savornin Lohmanstraat is de straat het vervolg van de doorgaande rondweg door Geuzenveld en kruist onder meer de Goeman Borgesiusstraat en de Sam van Houtenstraat. Hier staan aan de oostkant van de straat de Dudokhaken. Dit complex portiekflats ontworpen door W.M. Dudok zijn volledig gerenoveerd. Aan de westzijde van de straat tussen de Weismannstraat en het Michel de Klerkhof lag oorspronkelijk een braak liggend terrein dat door de jeugd werd gebruikt voor sport en spel maar ook door de scholen voor  gymnastiek. Aan de westzijde stonden de noodlokalen van kleuterschool de Kluut. Het zuidelijk deel van dit terrein is later bebouwd met eengezinswoningen en de rest wordt nog steeds gebruikt als sportveld. Op 11 juni 2022 kreeg het sportveldje officieel een naam, het A.Nouriplein. Het is een van de weinige keren dat in Amsterdam, behalve het koningshuis, een straat is vernoemd naar een nog levend persoon.Naast dit veldje staat de "Goeman Borgesiusschool", van 1957 tot en met 2017 een Amsterdamse H-school en daarna vervangen door een nieuw schoolgebouw van een ander type. Verder bestaat de bebouwing aan de westzijde voornamelijk uit laagbouw waaronder het "Rode dorp".

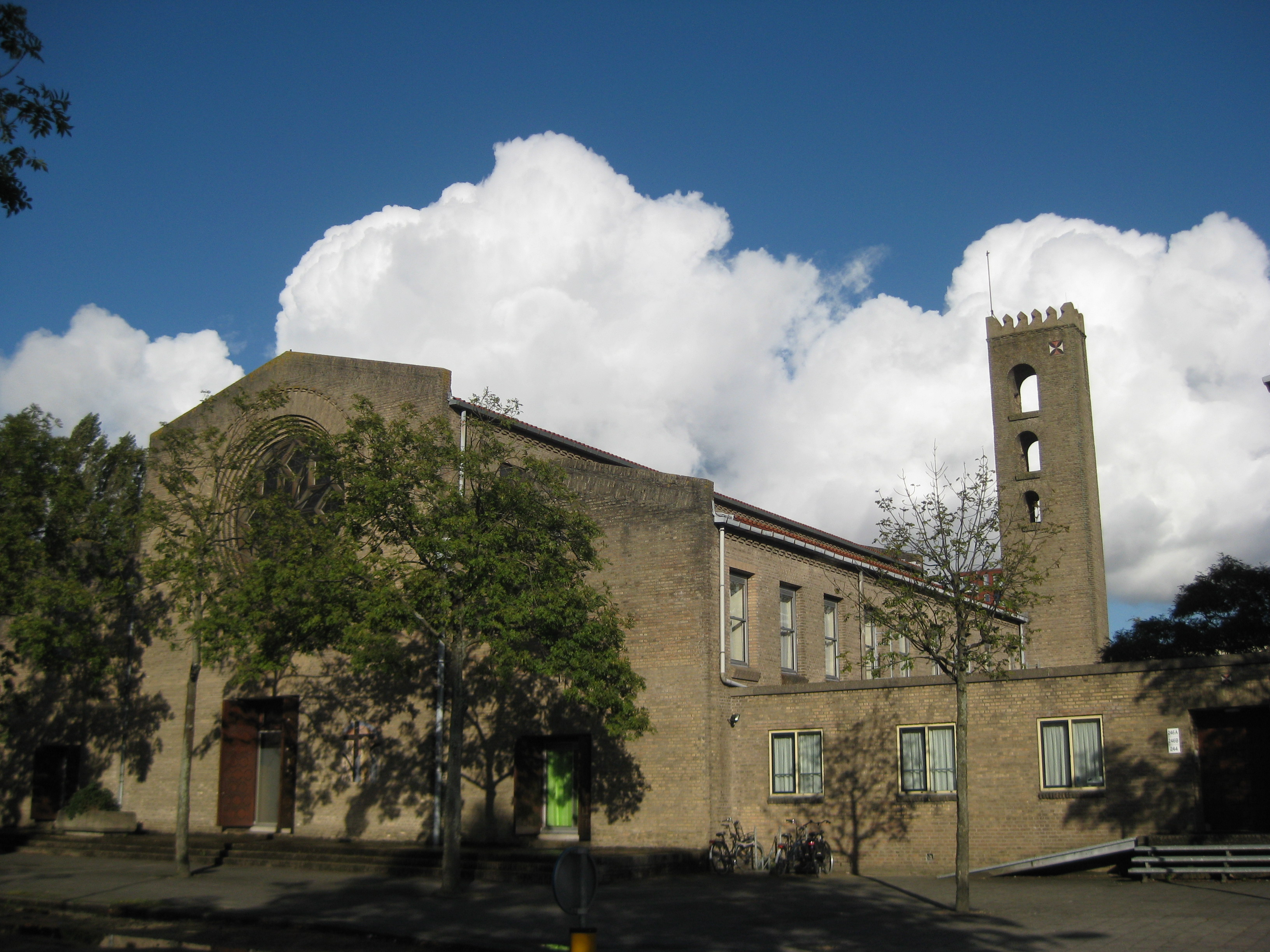
De r.-k. kerk O.L.Vrouw van Zeven Smarten aan de Aalbersestraat in Geuzenveld.

Bij de Sam van Houtenstraat bevindt zich het gebouw van de vroegere Onze Lieve Vrouw van Zeven Smartenkerk. Tegenover dit gebouw stond vroeger een lagere school, eerst de Sam van Houtenschool en later de Graham Bellschool. Tegenwoordig bevindt zich hier nieuwbouw. Vervolgens kruist de straat de Albardagracht en gaat in het noorden met een bocht naar rechts over in de Ruys de Beerenbrouckstraat.
Oorspronkelijk was de straat voorzien van klinkerbestrating die in de loop der jaren behoorlijk verzakt was. Pas in de loop van de jaren zeventig werd de straat in verschillende fasen geasfalteerd. Alleen het laatste gedeelte in de woonstraat heeft altijd klinkerbestrating behouden.
Buslijn 21 rijdt al sinds 1956 door de straat en had er van 1956 tot 1958 zijn eindpunt bij het Pierre Cuypershof nabij de Sam van Houtenstraat. Van 1990 tot 2015 liep de lijn niet meer door het noordelijk gedeelte van de straat, maar reed een lus door de Eendracht. Verder rijdt ook bus 61 door de straat.
De straat werd bij een raadsbesluit van 11 december 1953 vernoemd naar de staatsman en hoogleraar Petrus Josephus Mattheus (Piet) Aalberse.

## Kunst in de Aalbersestraat

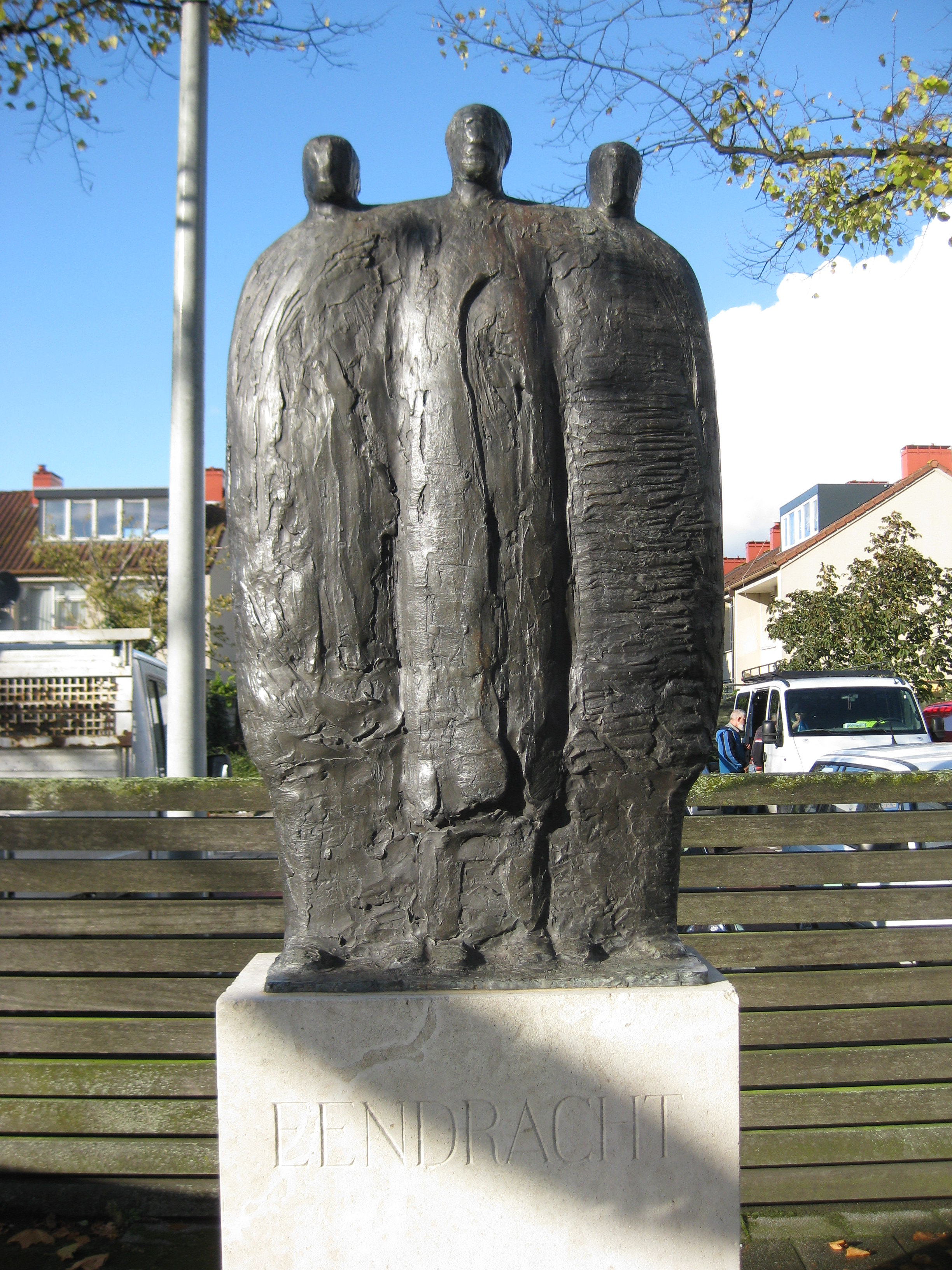
Eendracht van Aart Lamberts
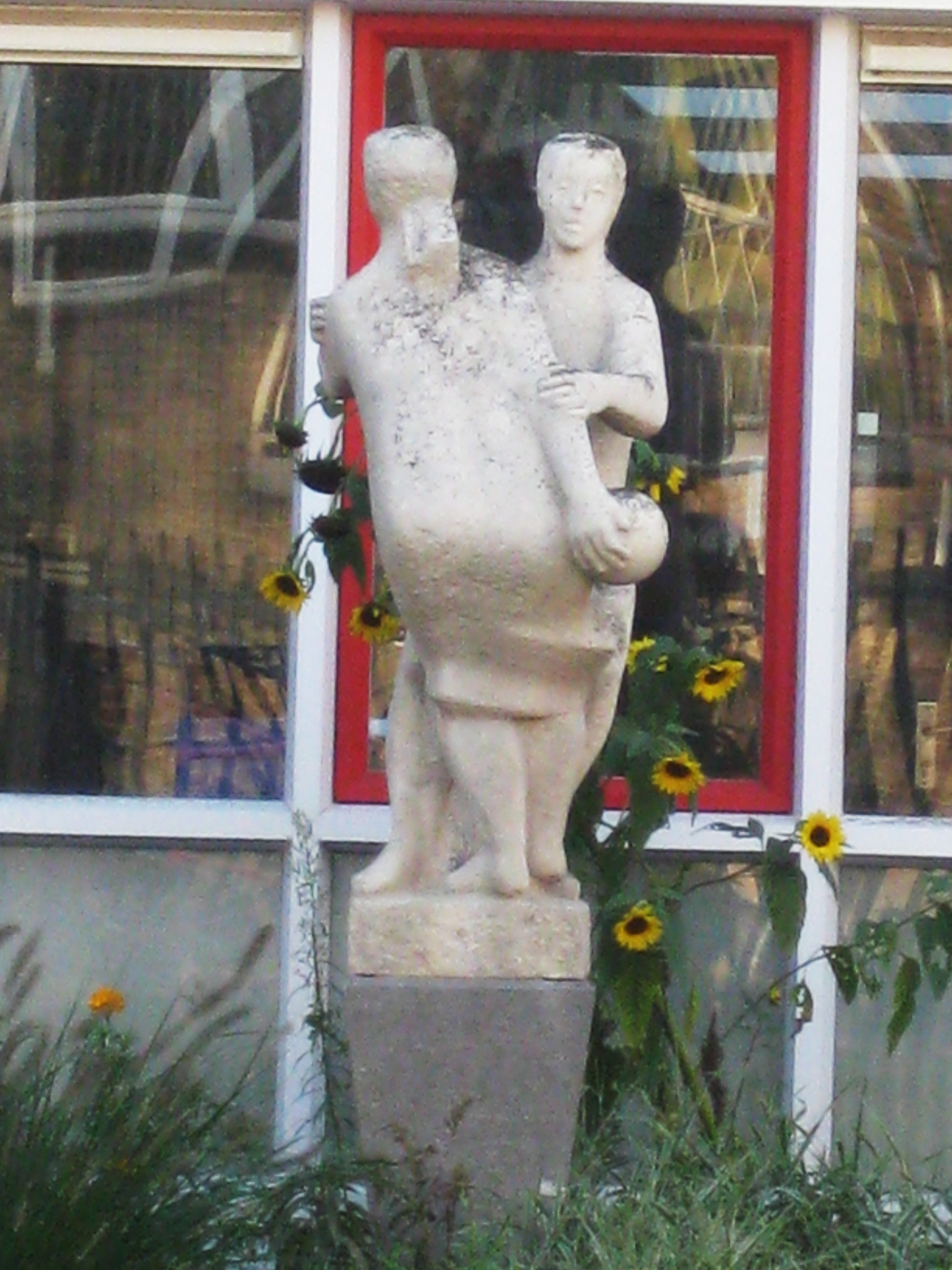
Spelende kinderen van Aart Rietbroek
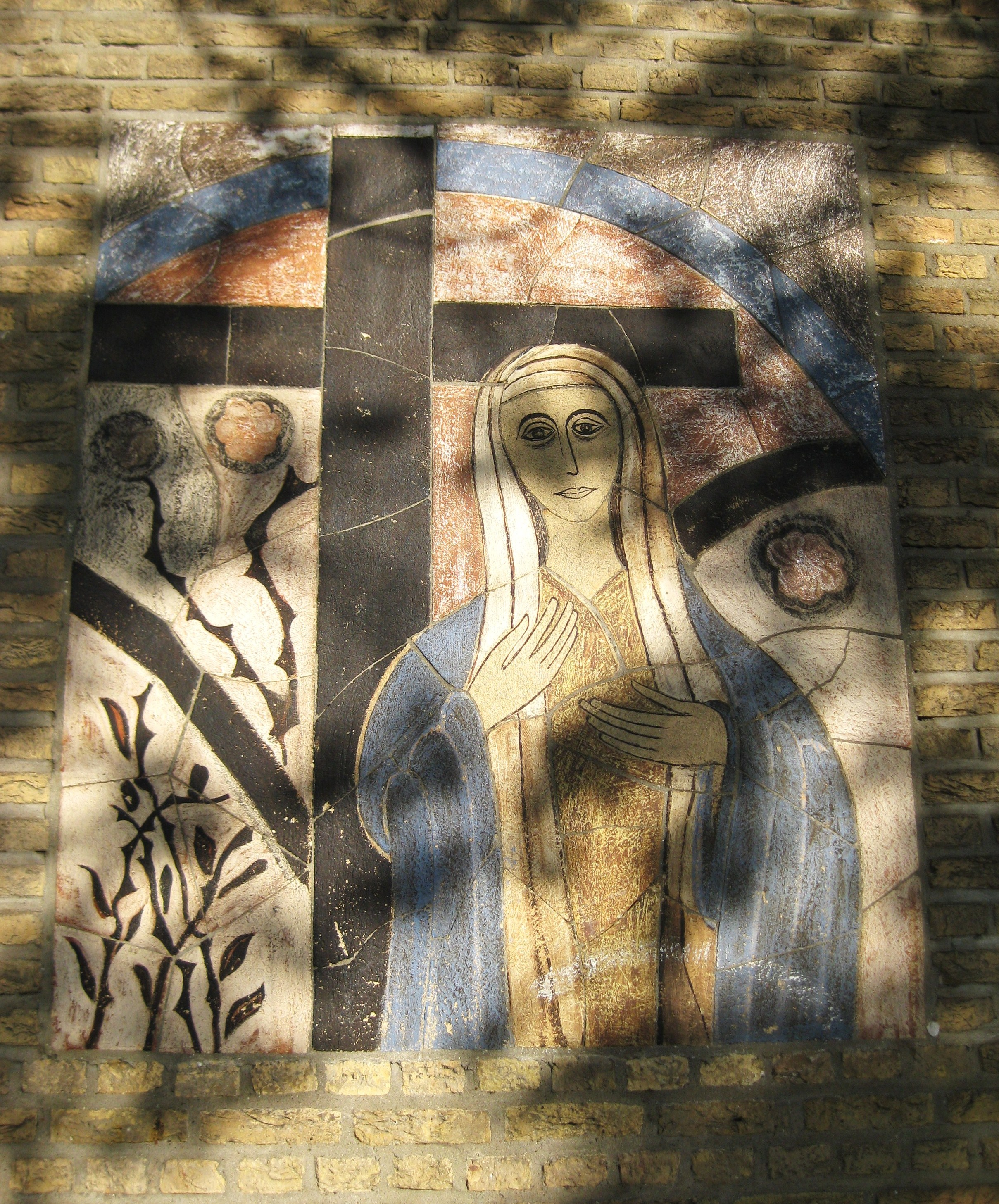
Maria en Kruis
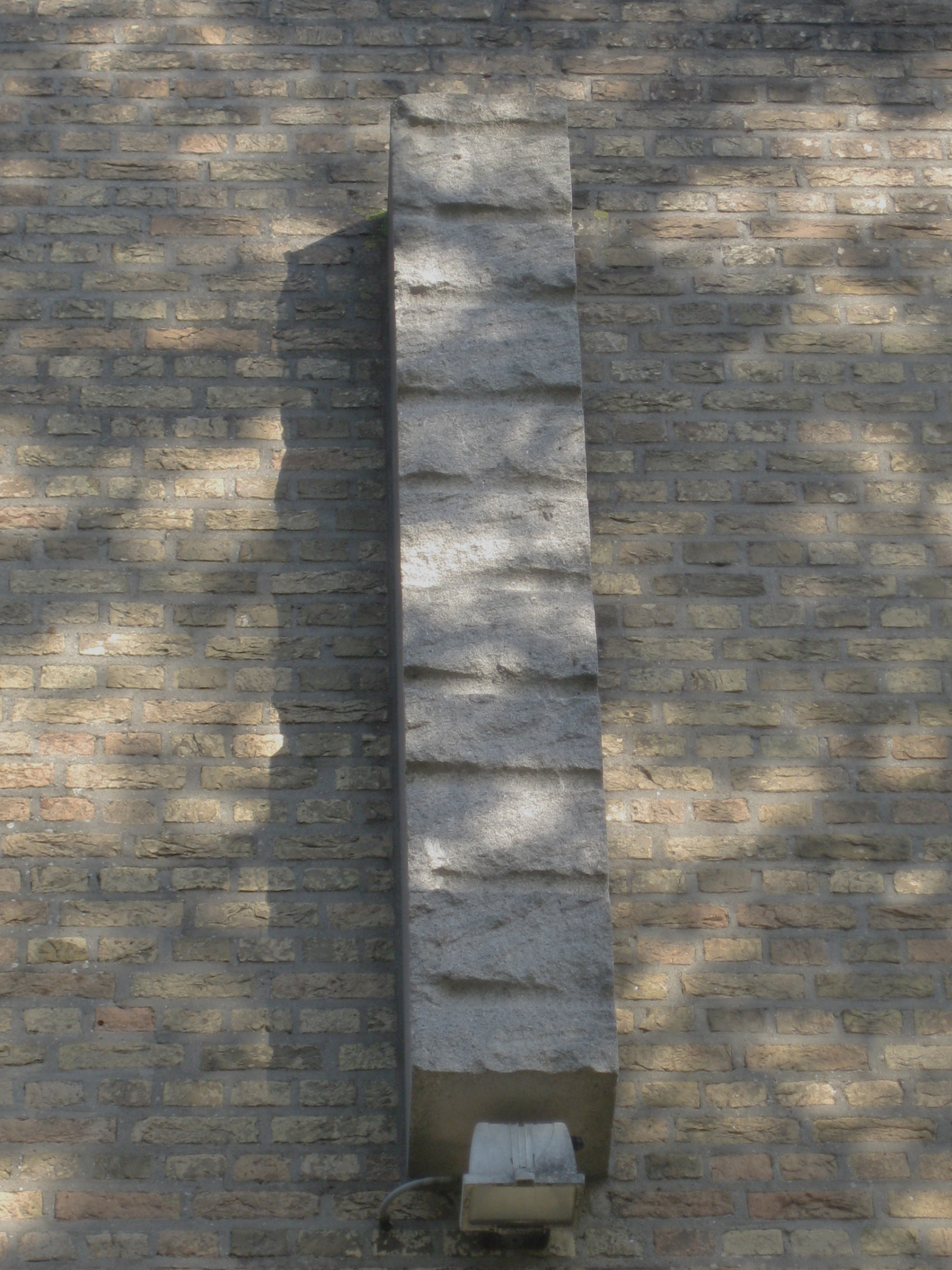
twee steenornamenten